# Eva Johanna Rubin
Eva Johanna Rubin (* 22. April 1925 in Berlin; † 26. November 2001 ebenda) war eine deutsche Illustratorin.

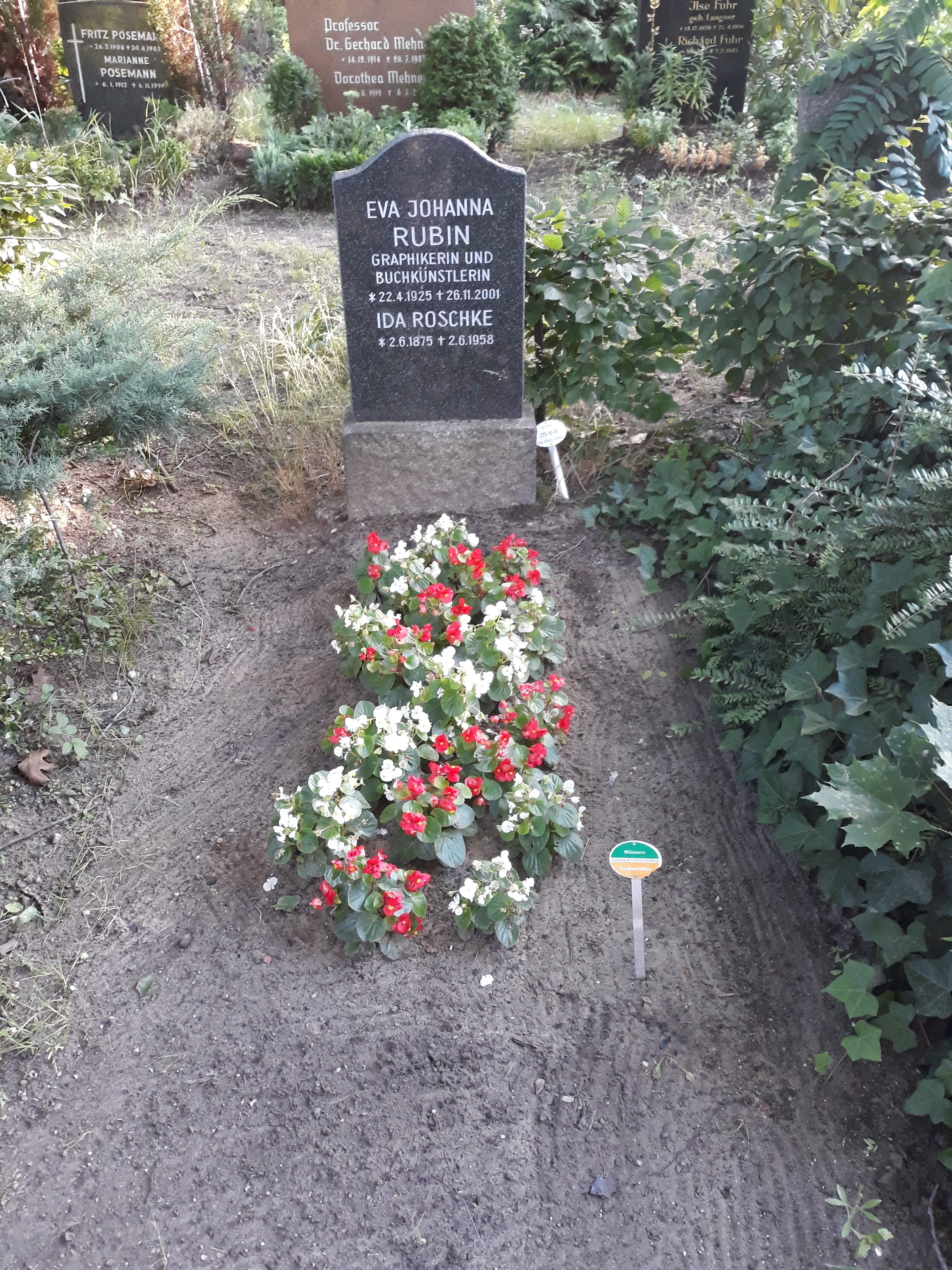
Das Grab von Eva Johanna Rubin auf dem Evangelischen Friedhof St. Petri-Luisenstadt in Berlin

## Leben und Werke
Eva Johanna Rubin studierte 1941 ein Semester lang an der Hochschule für Bildende Künste in Berlin und setzte dieses Studium in den Jahren 1946 bis 1951 fort. Zu ihren Lehrern gehörten Max Kaus, Peter Kleinschmidt und Peter Fischer. Ihr erstes Bilderbuch, Der bunte Garten, veröffentlichte Rubin im Jahr 1946 bei Thieme. In den 1940er und 1950er Jahren illustrierte Eva Johanna Rubin, die 1951 den Architekten Rainer König heiratete, diverse Bücher für Erwachsene, z. B. Die Nonne von Monza von Alessandro Manzoni und Karel Poláčeks Bezirksstadt.
Bei dem vom Kinderbuchverlag Berlin ausgeschriebenen Wettbewerb für 1001 Nacht gewann sie 1956 den zweiten Preis. In der Folge illustrierte sie zahlreiche Bücher für diesen Verlag. Insgesamt wurden über 50 Bücher mit Illustrationen von Rubins Hand veröffentlicht, darunter Kleine Gratulanten von Theodor Fontane und Der Drachenturm von James Krüss. Das ehemalige Museum für Deutsche Volkskunde (heute Museum Europäischer Kulturen) in Berlin widmete ihr die Schrift: Sag mal, wo ist Tinke Tunk – Die phantastische Welt der Eva Johanna Rubin, Verein der Freunde des Museums für Deutsche Volkskunde, Heft 13, Berlin 1992, ISBN 3-924084-07-6.
Eva Johanna Rubin war bis 1990 Mitglied des Verbands Bildender Künstler der DDR.

## Teilnahme an Ausstellungen
- 1952: Bautzen, Görlitz und Zittau („Berliner Künstler“)

- 1957: Berlin, Ausstellungspavillon Werderstraße („Junge Künstler der DDR“)
- 1958/1959: Dresden, Vierte Deutsche Kunstausstellung
- 1958: Berlin, Bezirkskunstausstellung
- 1979: Berlin, Ausstellungszentrum am Fernsehturm („Die Buchillustrationen in der DDR. 1949 – 1979“)